# لا ماسو
لا ماسو (به اسپانیایی: La Masó) یک شهرستان در اسپانیا است که در استان تاراگونا واقع شده‌است.